# (38297) 1999 RE87
1999 RE87 (asteroide 38297) é um asteroide da cintura principal. Possui uma excentricidade de 0.15159620 e uma inclinação de 1.96129º.
Este asteroide foi descoberto no dia 7 de setembro de 1999 por LINEAR em Socorro.